# Salpa fusiformis
Salpa fusiformis — вид покривників класу Сальпи (Salpae)
.

## Поширення
Salpa fusiformis — космополітичний вид. Зустрічається на півночі Атлантики біля берегів Європи та Північної Америки, інколи потрапляється у Середземному морі, в Індійському та Тихому океані.

## Опис
Колоніальний вид, довжина окремих зооїдів сягає від 22 до 52 мм. Тіло має бочкоподібну форму з конічним заднім і переднім виступом.

## Спосіб життя
Мешкає на глибинах від поверхні до бл. 800 м, здійснює добові вертикальні міграції.